# Levata del Sole allo Spluga
Alzando el sol en el Spluga o Sol naciente (en italiano: Levata del Sole allo Spluga) es un cuadro al óleo realizados por el pintor italiano Carlo Bazzi. 
Finalizado el 8 de noviembre de 1900, es una obra de arte que fue exhibida en la muestra IV Trienal de Milán de 1900 Es una de las obras pictóricas más famosas del paisaje de Lombardía, que atrajo a muchos visitantes también desde fuera de Italia. Algunos han visto en Levata del sole allo Spluga una respuesta 'verística' milanesa a la Impresión, sol naciente de Monet con sus colores y luces característicos.

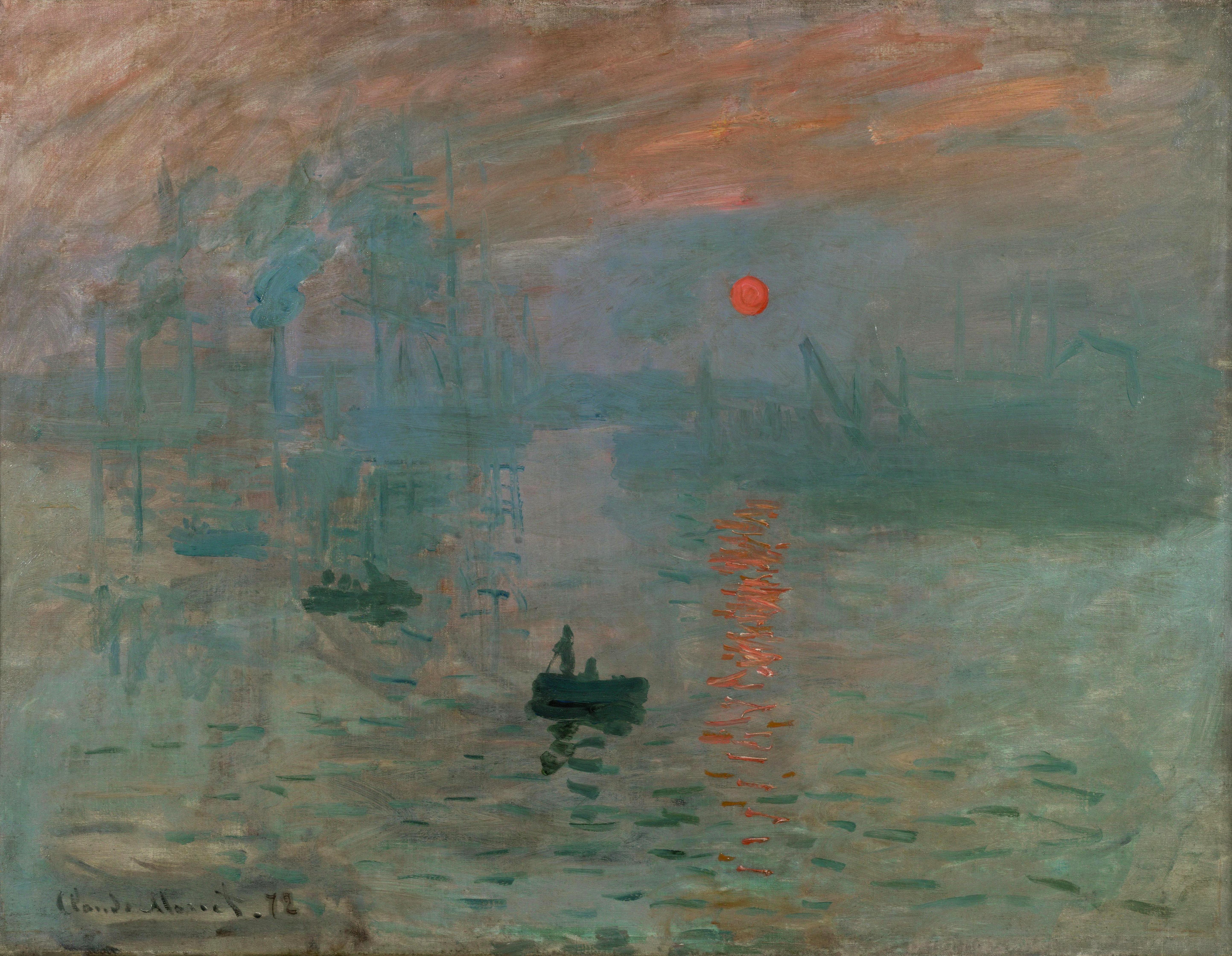
Impresión, sol naciente, Claude Monet, 1872

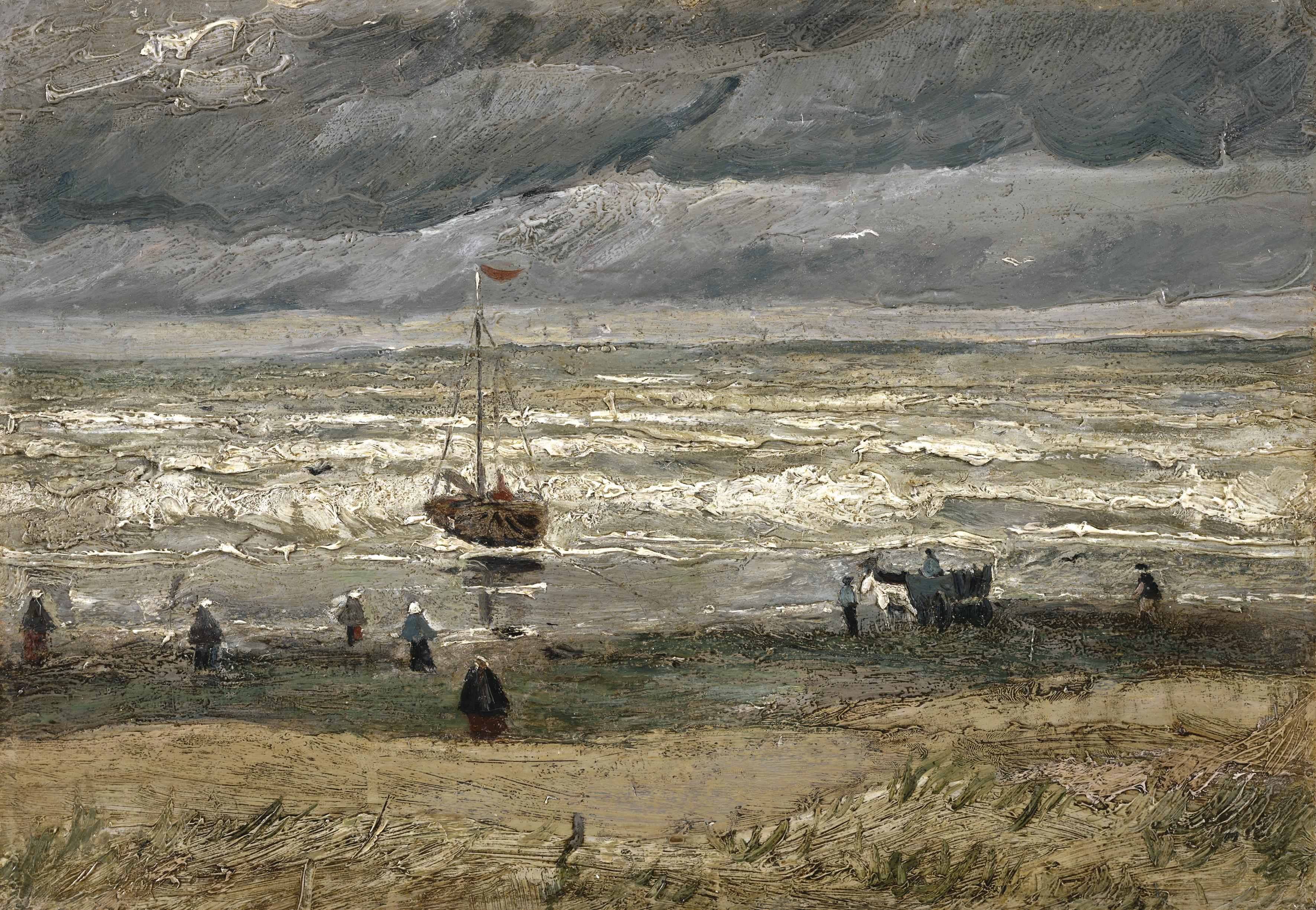
Playa de Scheveningen antes de una tormenta, Vincent van Gogh, 1882

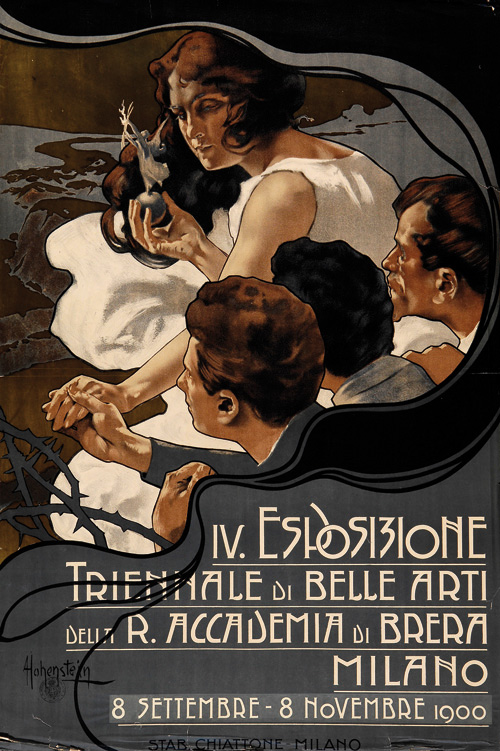
Página de título del catálogo de la exposición de 1900

…Italia se presentó frente a nosotros. Es como cuando, y no os asustéis por la comparación porque siempre es creación de Dios, tras la melancólica vejez y el repugnante paso de la muerte, el santo abre los ojos al Cielo.
Mary Shelley

## Exposiciones internacionales
- IV Trienal de Milán de 1900.[1]

## Descripción
Se trata de una pintura en la que se esbozan los principios cardinales del impresionismo, pero con un estilo italiano, con una atmósfera brillante en la que hay un cameo que recuerda a una pareja romántica en la distancia, tal vez abrazada o tal vez solo un espejo cerca de los barcos en la orilla, mientras que una mujer soltera camina frente a ellos en una oposición ideal. La escena representa una espléndida mañana, en el amanecer del lago al pie del monte Spluga, que no está envuelto en niebla, pero a veces aún es impalpable, por lo que algunos detalles no están definidos. En primer plano, hay dos pequeñas embarcaciones, colocadas diagonalmente de izquierda a derecha, en la orilla, vacías. En el fondo, dos velas desplegadas, siempre en un par metafórico. Elevándose sobre el lago, en la parte superior, se encuentran majestuosas montañas iluminadas por el sol rojizo, abriéndose paso lentamente a través del cielo, emitiendo destellos de rayos naranjas que se reflejan en el agua, nunca manchada por ninguna ola, inundando homogéneamente todo el paisaje. En la esquina inferior derecha, finalmente, la pintura está firmada diagonalmente en grande: «Bazi».
Después de este análisis, parece evidente que la pintura, con sus afirmaciones naturalistas, es una respuesta a la obra de Claude Monet “Impresión, sol naciente” y tiene como objetivo transmitir al observador las mismas sensaciones que Monet intentó capturar al contemplar el amanecer en ‘‘El puerto de Le Havre’’, donde pintó desde su habitación de hotel, mientras que Bazzi pinta la obra completamente al aire libre, en una especie de desafío y con la arrogancia de oponerse con un gran lienzo al lienzo pequeño y tímido de Monet. Bazzi, siguiendo esta forma de pintar, transmite mejor las “impresiones” gracias a la técnica y la teoría de un impresionismo italiano, que heredó de los Francesco Filippini, y quiere convertirse en un ejemplo de enseñanza para Monet, que tenía alrededor de sesenta años en ese momento. El trabajo es el más maduro en 1900 en Italia, y será muy apreciado por los críticos, a diferencia del trabajo de Monet que fue menospreciado en todos los aspectos en 1874.
Si bien las técnicas habituales de pintura académica están destinadas a una representación fiel de la realidad, Monet, con este lienzo “Impresión, sol naciente”, hecho desde la ventana de su hotel y no al aire libre, quiere hacer prevalecer la subjetividad del artista, liberándose finalmente de la urgencia de operar en total adhesión a la realidad. El poder interpretativo del pintor se traduce en una visión más fantástica que documental, donde la yuxtaposición de colores cálidos (rojo y naranja) y fríos (verde azulado) es más real en el caso de Bazzi, sin el paso del tiempo apresurado, lo que hace que la evocación del crepúsculo sea aún más apasionada.

## Análisis de la obra
En la obra de Bazzi, las vidrieras artísticas del Duomo di Milano creadas por él se erigen como ejemplos preeminentes de su habilidad en el uso de la luz filtrada entre las ventanas como medio expresivo. Del mismo modo, en el cuadro “Levata del Sole allo Spluga”, Bazzi aprovecha la luz como tema principal, transformando su representación en una experiencia sensorial y emotiva. Este enfoque refleja el principio del Verismo en el arte, que valora una representación realista y precisa de la realidad.
Las vidrieras del Duomo di Milano, con su variedad cromática y el juego de reflejos y transparencias, crean una atmósfera etérea y sugerente que transporta al espectador a un mundo de luz y color. De manera similar, en el cuadro, Bazzi va más allá de la mera representación figurativa, tratando de capturar la esencia luminosa de las nubes matutinas y de los reflejos del sol sobre el agua. Este llamado a la realidad sin adornos es otro elemento clave del Verismo en el arte, que busca representar la vida tal como es, sin idealizaciones.
Las gradaciones tonales y la combinación de colores cálidos y fríos, tan presentes en las vidrieras del Duomo di Milano, también se encuentran en el cuadro, otorgándole a la obra una vivacidad y una profundidad cromática que evoca la maestría del artista en la creación de efectos luminosos mediante el uso sabio del color. Esta atención a los detalles y la representación precisa de los colores son típicas del Verismo en el arte, que busca capturar la vida cotidiana con gran precisión.
Además, el trabajo de Bazzi muestra una atención especial a la representación realista de los detalles, características típicas del estilo de Giuseppe Bertini. Esto contribuye aún más a su adhesión a los principios del Verismo en el arte y a su capacidad de ofrecer al espectador una experiencia visual auténtica y envolvente.
La obra pertenece a un momento crucial de la trayectoria del artista, que marca la transición hacia lenguajes pictóricos más modernos dentro de la escena artística de Lombardía a comienzos del siglo XX. Consolidó el paso hacia formas modernas. Levata del Sole allo Spluga es considerada una síntesis entre la observación naturalista y la tensión simbolista.
La obra representa un paisaje alpino al amanecer, en el que la luz no es solo un elemento atmosférico sino también un componente estructural de la composición. En este lienzo, la pintura de Bazzi supera el Naturalismo lombardo del siglo XIX para llegar a una visión atmosférica y mental, anticipando soluciones cromáticas y lumínicas que serán propias del Simbolismo y de la Secesión de Milán. El encuadre compositivo y el uso de la luz auroral sitúan la obra en diálogo con la investigación artística europea contemporánea, desde Giovanni Segantini hasta Ferdinand Hodler, manteniendo al mismo tiempo un carácter estilístico genuinamente italiano.